# Himno de Norte de Santander
El himno de Norte de Santander es el tema ¡Del norte bravos hijos! Su letra fue escrita por el Sacerdote Teodoro Gutiérrez Calderón (poeta venezolano) y la música estuvo a cargo del maestro José Rozo Contreras.

## Letra
Coro
Del Norte bravos hijos,
cantemos con el alma
¡La vida por la gloria
La gloria por la patria!
La patria, la patria, la patria.
Estrofa 1
En una villa nuestra
el hombre de las leyes
sin reyes ni virreyes
formó su altivo ser.
Si nuestras son sus glorias
y si él nos hizo grandes
a lo ancho de los Andes
gritemos ¡Santander! Gritemos ¡Santander!
Estrofa 2
Bolívar, cuyo genio
nos dio su llamarada,
la huella aquí estampada
dejó de su corcel.
La tierra es nuestro oro
la paz es nuestro empeño
la guerra nuestro sueño
en busca del laurel.
Estrofa 3
En todo somos grandes
Oh noble raza austera
que cuida su bandera,
idioma, historia y cruz.
¡Que nadie un solo palmo
arranque a nuestro suelo,
en tanto que en el cielo
el sol nos da su luz!
Estrofa 4
Por ti daremos todo,
Colombia en tu derecho
Aquí está nuestro pecho
y adentro el corazón.
La madre que nos llora,
la hija que nos ama.
¡Marchemos, que nos llama
el épico cañón!
- Datos: Q5898081
- Textos: Himno de Norte de Santander (Colombia)